# И нет победителя кроме Аллаха
И нет победителя кроме Аллаха (ولا غالب إلا الله) — девиз Альмохадов, начертанный на флагах во время победы Якуба аль-Мансура в битве при Аларкосе 18 июля 1195 года, После этого Насриды взяли его на вооружение, чтобы придать себе определённую легитимность по отношению к своим предшественникам: Насриды заявили, что являются наследниками Альмохадов. Эта цитата присутствует на всех стенах Альгамбры в Гранаде.

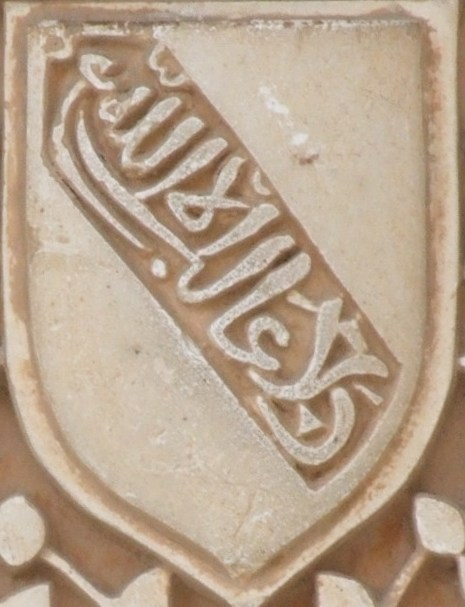

Завоеватель, произнёсший эту фразу, вошёл в историю как Мухаммад I аль-Галиб бен аль-Ахмар. Она является продолжением искусства Насридов.
Юсуф I начертал на всех стенах своих дворцовых квартир слова, произнесённые основателем династии Насридов Мухаммедом I аль-Галибом бен аль-Ахмаром.
Когда последний взял город Гранаду, он произнёс соответствующий приговор, уповая на Бога.
Кастильцы рассказывают, что Мухаммед I достиг города после многочисленных стычек, последовавших за поражением альмохадов при Лас Навас де Толоса, и, как говорят, ответил ликующей толпе, которая приветствовала его (на кастильском языке) "¡Vencedor, Vencedor! («Победитель, победитель!»), на что он ответил: «Sólo hay un vencedor, y es Dios» («Есть только один победитель, и это Бог»).